# Выборы в парламент Австралии
Австралийцы выбирают парламент Австралийского Союза, используя различные избирательные системы. Парламент состоит из двух палат:
- Палата представителей, состоящая из 150 членов, избираемых на трехлетний срок в пропорциональных одномандатных округах с системой альтернативного голосования (известной как преференциальное голосование).
- Сенат, состоящий из 76 членов, избираемых по преференциальному голосованию и пропорциональной избирательной системе в 12-местных государственных округа и двухместных территориальных округах с системой единого непереходного голоса. Избиратели выбирают территориальных сенаторов после неисполнения установленных сроков, которые ограничиваются датой выборов Палаты представителей. Государственные сенаторы избираются на шестилетний срок, который устанавливается, за исключением случаев двойного роспуска (англ. Double dissolution), причем половина из сенаторских мест обновляется каждые три года. В случае двойного роспуска полномочия всех членов Сената и Палаты представителей заканчиваются сразу же.

В Австралии де-факто действует двухпартийная система между левоцентристской Австралийской лейбористской партией (АЛП) и правоцентристской коалицией Либеральной партии Австралии, Национальной партии Австралии, Либеральной национальной партии Квинсленда и Аграрной либеральной партии. Трудностью для других партий Австралии является выигрыш мест в Палате представителей, не говоря уже о выигрыше выборов в премьер-министры. Тем не менее, маленькие партии и независимые кандидаты имеют достаточный доступ в австралийский Сенат в силу более благоприятной там системы голосования. В последние десятилетия несколько партий, кроме АЛП и коалиции, добились значительного представительства в Сенате, в частности, Демократическая лейбористская партия (1955—1974); Австралийские демократы (англ. The Australian Democrats; 1977—2007); Зелёные (Западная Австралия; 1990—настоящее время) и Австралийская партия зелёных (1996—настоящее время).
Голосование в австралийских федеральных и государственных выборах является обязательным. Неявка граждан Австралии на выборы по неуважительной причине наказывается штрафом в 20 австралийских долларов.